# Wilhelm Fredemann
Wilhelm Fredemann (Melle, 15 aprile 1897 – Melle, 11 ottobre 1984) è stato uno scrittore, pedagogo, professore e preside di scuola secondaria tedesco attivo a Neuenkirchen, scrisse opere sulla storie e sugli idiomi regionali in alto e basso tedesco. Nel 1955 vinse la Medaglia Justus Möser, insieme a Karl Kennepohl e Friedrich Vordemberge-Gildewart.

## Biografia
Fredemann nacque a Neuenkirchen, vicino a Melle, ed era il più giovane di tre figli in una famiglia di agricoltori. Dopo aver frequentato la scuola elementare nel suo villaggio natale, dal 1911 al 1916 studiò una scuola di formazione per insegnanti a Tecklenburg e Recklinghausen. Dal 1916 al 1918 fu soldato nella Prima guerra mondiale. Dopoché i suoi due fratelli maggiori furono uccisi in combattimento, ereditò dai genitori la fattoria Fredehof a Neuenkirchen, dove visse fino alla fine della sua vita. Al termine della Seconda Guerra Mondiale, lavorò come insegnante di scuola elementare. Dal 1924 al 1927 si formò come insegnante di scuola secondaria a Bielefeld, specializzandosi in storia e matematica. In seguito, insegnò alla scuola secondaria di Neuenkirchen nella quale ricoprì la carica di preside. Andò in pensione nel 1963.
Nel 1920 Wilhelm Fredemann sposò Anna Auguste Varwig e divenne padre di due figli. 
Morì l'11 ottobre 1984 a Neuenkirchen. La sua tomba si trova nel cimitero della sua città natale.

## Premi e riconoscimenti
- 1955: Medaglia Justus Möser;[1]
- 1957: Croce federale al merito di 1ª classe;
- 1960: Ordine al merito della Bassa Sassonia, 1a classe;[senza fonte]
- 1977: Cittadino onorario della città di Melle.

La Wilhelm Fredemann Realschule Neuenkirchen porta il suo nome. L'Heimatbund Osnabrück assegna il Premio alla memoria Wilhelm Fredemann in suo onore.

## Opere

### In basso tedesco
- Mien Land. Plattdeutsche Gedichte. Bertelsmann, Gütersloh 1947
- Gespräche mit plattdeutschen Autoren. Heinrich Wesche zum 60. Geburtstag. (in collaborazione con Hein Bredendiek, Karl Bunje, Heinrich Diers), Wachholtz, Neumünster 1964
- Minsken in Stadt un Land. plattduetsk vertelt van Wilhelm Fredemann. Melle 1975
- Aulet Land un Junget Lied. Verlag das Viergespann, Frankfurt am Main 1977

### In alto tedesco
- Über Wesen und Kraft plattdeutscher Sprache. 1930
- Der Brand von Neuenkirchen. Nach Ueberlieferungen und Berichten über das Brandunglück vom 18. Mai 1883 und den Wiederaufbau des Dorfes. 1933
- Geschichte u. Besiedlung der Neuenkirchener Mark. 1934
- Der einsame Weg. Roman, 1937
- Heimkehr der Söhne. Roman, 1939
- Der schwarze Hesse. Novelle, 1941
- Der Geschworene. Novelle, 1943
- Die Kette der Königin. Roman, 1947
- Der späte Sieg. Roman, 1947
- Franz Holtgrawe und seine Söhne. Roman, 1949
- Sein letzter Gegner. Novelle, 1952
- Vom Werden und Wachsen der Bauernhöfe im Grönegau. 1956
- Stärker war die Liebe. Roman, 1960
- Geschichte der Kirche und Gemeinde Neuenkirchen. 1961
- Der Anwalt des Vaterlandes. Erzählung, 1962
- Montgomerys Feldzug gegen die Frösche. Geschichten um einen Schlachtenlenker und harmlosere Leute einer friedlichen Landschaft. 1965
- Weiter Himmel über kleiner Welt. Roman, 1967
- Die Rache des Stefan Ladec. Roman, 1969
- Chronik der Gemeinde Holterdorf. 1970
- Kaiserpokal und Bundespräsident. Weitere Geschichten um Politiker, Militärs und harmlosere Leute einer friedlichen Landschaft. 1972
- Mathilde und ihr Nachbar. Eine Erzählung um die Königin aus dem Grönegau [Königin Mathilde, Mutter Ottos des Großen]. 1974
- Einkehr in Sondermühlen. Erzählung, 1974
- Meller Bilderbogen. 1978
- Der dankbare Varus. 1979
- Seltsame Geschichten aus einem Adelshaus. 1980
- Das Kind des Gefangenen. Erzählung, 1981
- Die Verwandlung der Aleida Nottberg. 1983